# آيت واكرو (إيسافن)
آيت واكرو هي إحدى مشيخات المملكة المغربية، تتبع جغرافيا لإقليم طاطا وإداريًا لإيسافن. يقدر عدد سكانها بـ 356 نسمة حسب الإحصاء الرسمي للسكان والسكنى لسنة 2004.